# デイヴィッド・ジョンソン (画家)
デイヴィッド・ジョンソン（David Johnson、1827年5月10日 - 1908年1月30日）はアメリカ合衆国の画家である。「ハドソン・リバー派」、「ルミニズム」の画家の一人に数えられる。

## 略歴
ニューヨークで生まれた。ニューヨークの美術学校、ナショナル・アカデミー・オブ・デザインで2年間学んだ後、「ハドソン・リバー派」の画家、ジャスパー・フランシス・クロプシーにも学んだ。1840年代の終わりには、ジョン・フレデリック・ケンセットとジョン・ウィリアム・カシリアといった画家とともに「ルミニズム」のスタイルを代表する画家になった。1850年までにはナショナル・アカデミー・オブ・デザインの展覧会に毎年、出展するようになり、1859年にアカデミーの準会員になり、1861年に正会員に選ばれた。
小さなサイズで繊細に描きこまれた鮮やかな色使いの作品を制作した。1870年代半ばにキャッツキル山地やジョージ湖 、ホワイト山地などの景勝地の風景やニューヨーク州の田園地帯の風景を描いて人気があった。
アメリカの権威のあるシカゴやボストン、フィラデルフィアの展覧会に出展し、1877年にはパリの展覧会にも出展した。後年はフランスのバルビゾン派の影響も受けた作品を描いた 。

## 作品

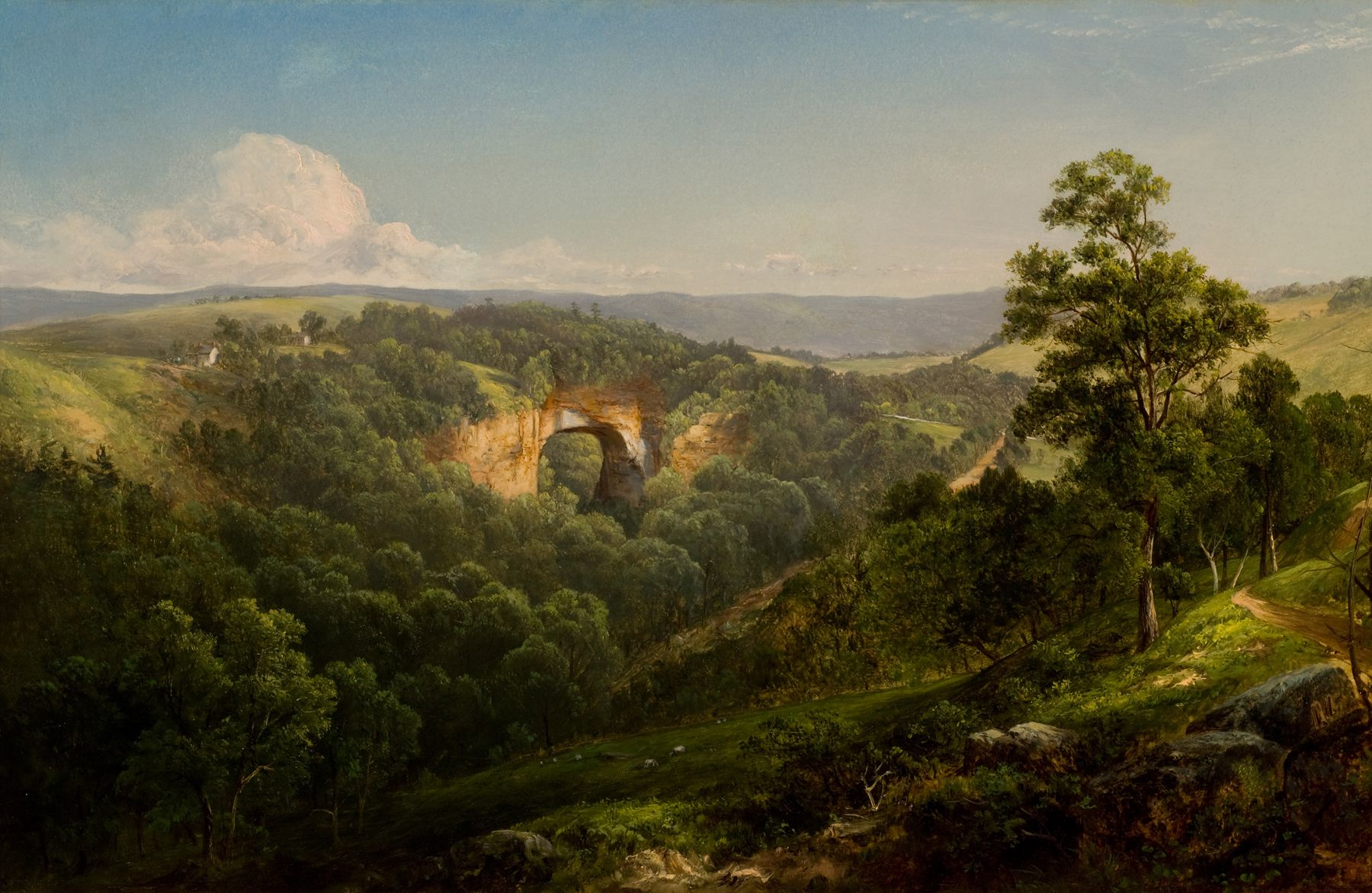
"Natural Bridge, Virginia" (1860)
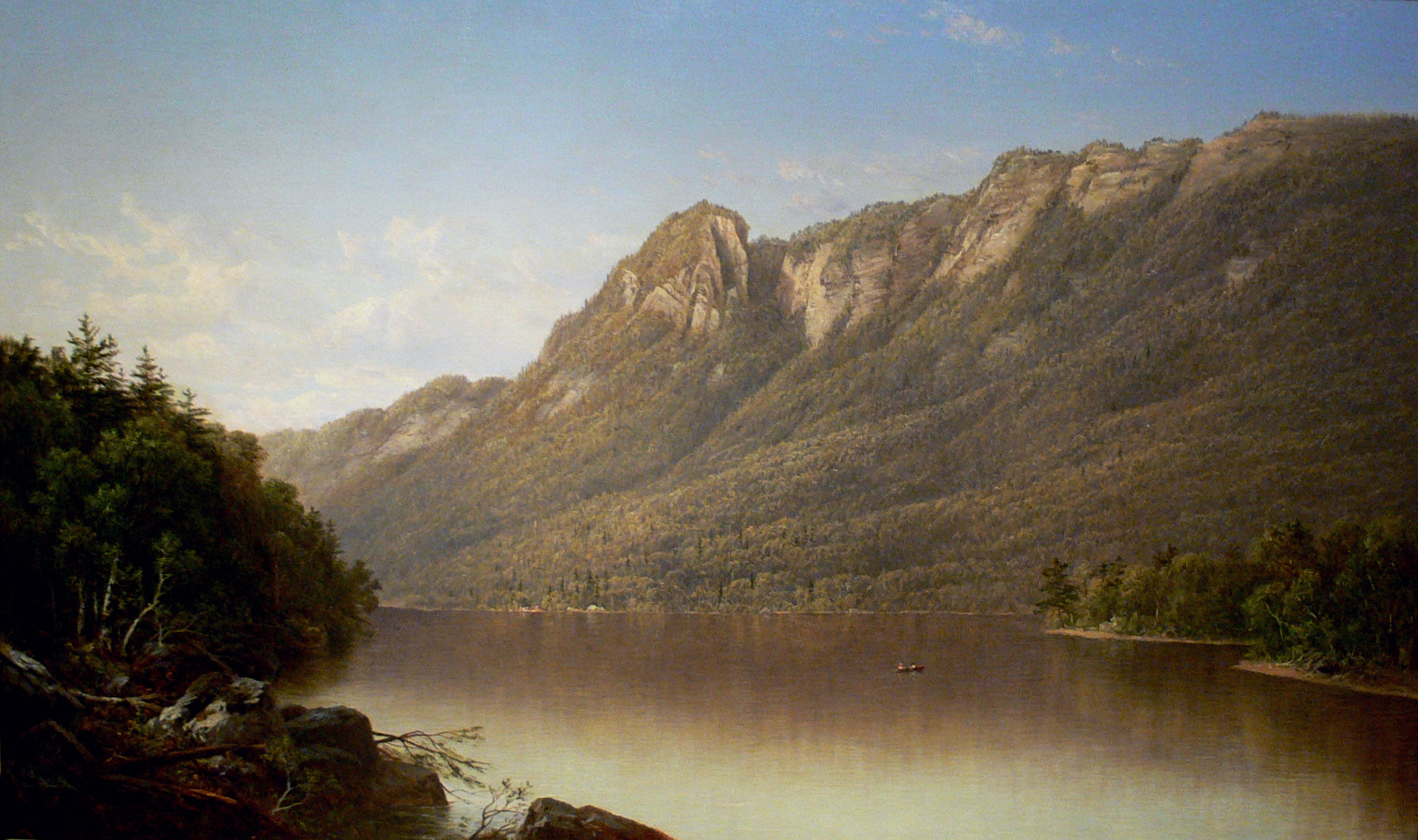
"Eagle Cliff, Franconia Notch, New Hampshire" (1964)
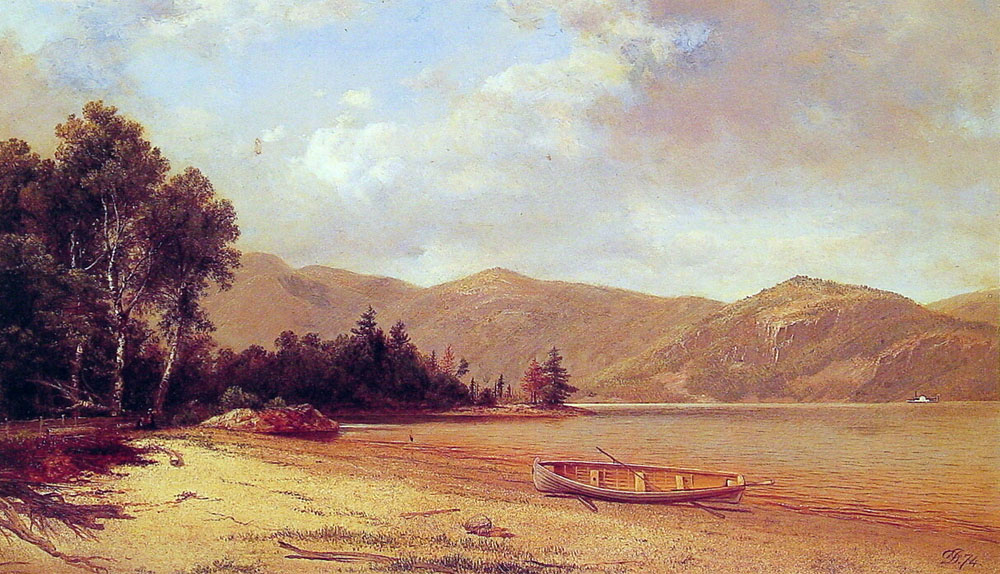
ジョージ湖の風景(1874)
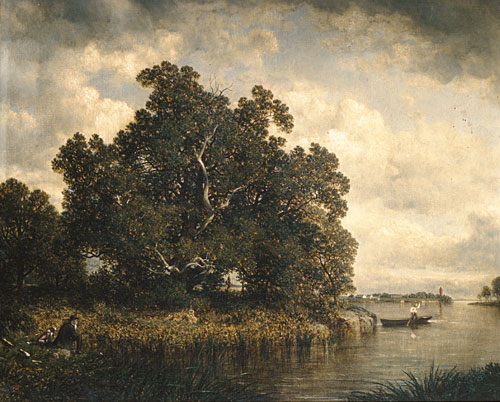
"Bayside, New Rochelle, New York" (1886)